# Шерон (Конектикат)
Шерон (енгл. Sharon) насељено је место без административног статуса у америчкој савезној држави Конектикат.

## Демографија
По попису из 2010. године број становника је 729.
| Група             | 2000.    | 2010.       |
| Белци             | 0 (0,0%) | 681 (93,4%) |
| Афроамериканци    | 0 (0,0%) | 10 (1,4%)   |
| Азијати           | 0 (0,0%) | 9 (1,2%)    |
| Хиспаноамериканци | 0 (0,0%) | 22 (3,0%)   |
| Укупно            | 0        | 729         |